# Al-Idrisi

Tabula Idrisiana

Al-Idrisi (arab. ‏الإدريسي‎; ur. 1100 w Ceucie, zm. 1166), dawniej także Edrisi, właściwie Abu Abd Allah Muhammad al-Idrisi – arabski kartograf, geograf i podróżnik działający na dworze króla Sycylii Rogera II.

## Historia
W roku 1138 król zlecił al-Idrisiemu stworzenie geograficznego opisu świata zawierającego całą wiedzę o położeniu krajów, rzek, gór, miast i dróg znanego świata oraz jego przedstawienie na mapie Ziemi w rzucie płaskim. Zadanie to ukończył po 15 latach, w 1154 roku, tworząc wielką mapę świata o orientacji południowej, zwaną Księgą Rogera (łac. Tabula Rogeriana lub Tabula Idrisiana). Geograf zamieścił w niej również informacje o Polsce, którą nazwał Buluniia (z łac. Polonia – Polska), wymieniając jej ważniejsze miasta, m.in. Kraków, Gniezno, Wrocław, Sieradz, Łęczycę oraz Santok:

Co się tyczy ziemi B(u)luniia, która jest krajem wiedzy i mędrców rumijskich (ar-Rum), wspomnieliśmy ją już poprzednio. Jest to kraj o pięknej ziemi, urodzajny, obfitujący w źródła i w rzeki, o ciągnących się bez przerwy prowincjach i dużych miastach, bogaty we wsie i domostwa... Posiada on winnice, oliwki i mnogie drzewa różnych gatunków owoców. Do miast jego należą: Ikraku, G(i)nazna, -r(a)t(i)-slaba, S(i)rad(i)ja, N(u)grada, S(i)tnu Wszystkie one są sławnymi stolicami i silnymi centrami, w których zebrane są dostatki rozmaitych krajów. Prócz tego zażywają one szacunku, ponieważ przebywają w nich uczeni wykształceni w dziedzinach nauk i zaznajomieni ze swymi zawodami. Co się tyczy miasta (I)kraku, miasta G(i)nazna i reszty jej (Bulunji) wspomnianych miast, są to miejscowości o blisko siebie stojących budowlach... Ze wszystkich stron otaczają ją góry ciągnące się nieprzerwanie i oddzielające ją od kraju S(a)sun(i)ja (Saksonia), kraju B(u)amija (Bohemia=Czechy) i kraju ar-Rusija (Ruś).

Dzieła Idrisiego, w szczególności Księgę Rogera, opisał po II wojnie światowej w swojej rozprawie habilitacyjnej profesor Tadeusz Lewicki.